# 経済広報センター
一般財団法人経済広報センター（けいざいこうほうセンター）は、日本の大手企業を中心に構成された経団連の関連団体。会員数は38団体、228企業。1978年設立。1970年代の石油危機の際に企業への批判が高まったことを契機に設立されて以来、今日に至るまで、経団連の考えや取り組み、日本の企業や業界が社会のために貢献している姿を、マスコミ、オピニオンリーダー、教育界や一般社会など、内外の様々なステークホルダーに発信し、対話を通じて日本の経済界に対する信頼の確保に努めている。
主な活動は①経団連が提唱するコンセプトや活動の発信、業界団体広報支援(政策広報)、②企業が社会的課題の解決に貢献している姿の内外様々なステークホルダーへの発信(対話促進)、③企業の広報機能の強化に向けた支援(広報支援)の「３本柱」。経団連の政策提言や業界団体の取り組みを広報面で後押しし、教育界との連携・対話や社会との対話を行い、企業会員間の対話の機会拡充や、メディアとの対話促進（海外メディアとの連携含む）、広報人材開発に資する各種セミナーなどを行っている。

## 概要
- 所在：東京都千代田区大手町1-3-2　経団連会館19階
- 会長：十倉 雅和（経団連会長）
- 理事長：久保田 政一（経団連副会長・事務総長）
- 副会長：早川 茂（トヨタ自動車副会長）
- 副会長：篠原 弘道（日本電信電話相談役）
- 副会長：佐藤 康博（みずほフィナンシャルグループ特別顧問）
- 副会長：東原 敏昭（日立製作所会長）
- 副会長：柄澤 康喜（MS&ADインシュランスグループホールディングス会長）
- 副会長：小路 明善（アサヒグループホールディングス会長）
- 副会長：兵頭 誠之（住友商事会長）
- 会員数： 38団体、228企業
- 局員数：34名

組織概要は上記の通り。

## 事業

### （１）政策広報【国内・国際広報活動】
①経団連の考えや企業の取り組みの発信
『個人データの利活用に関する生活者の疑問について考える』(WEBページ）を作成し公開。2024年5月29日には経団連デジタルエコノミー推進委員会と「個人情報保護と利活用に関するセミナー」を共催。
②未来志向の国際関係構築への貢献
日韓・韓日未来パートナーシップ基金共同事業として、「韓国教師招聘プログラム」「日本教師韓国派遣プログラム」を実施。

### （２）対話促進【国内・国際広報活動】
①教育界との連携
TOSS（教育技術法則化運動）と連携し、SDGs教育・環境教育・産業教育・エネルギー教育をサポート。SDGs教育セミナー、SDGs教育教材の提供、GIGA×産業・環境教育セミナー、産業教育教材の提供などを実施。
日本在住の小学生を対象とした「小学生 クルマのある風景」フォトコンテストを一般社団法人日本自動車工業会の後援で開催。
夏休み期間中の小・中・高・養護学校等の教員が企業を実際に訪問し、「企業活動の考え方」「人材育成や環境問題への取り組み」などについて　理解を深めてもらい、子どもたちに還元・学校運営に活用してもらう取り組み「教員の民間企業研修」を開催。2024年度は全国12都道府県で86の企業・団体と教員1,550人が参加予定。
大学での「企業人派遣講座」を開催し、慶應義塾大学、東京工業大学大学院、早稲田大学などで講座を開設。次代を担う大学生に最新の経済動向や産業の実態などについて、実感をもって理解してもらうことを目的に、企業経営者や第一線で働く経営幹部、技術者を講師として大学に派遣し、多彩な企業人が企業の特色ある事業や直面している経営課題、技術開発などについて、最新のトピックスを交えながら学生に語りかけている。
②国外の学生・教師・シンクタンカー等の招聘
「北米社会科教師招聘プログラム(Study Tour to Japan KKC Fellowship Program for North American Social Studies Teachers)」を開催。北米（米国・カナダ）の教育者が日本経済や社会の実態に直接触れ、帰国後それぞれの授業や地域での活動などを通じて、現在の日本の姿を紹介するプログラムであり、企業や学校、官庁、文化施設などの訪問を通して、日本の経済、社会、文化、教育に関する理解を増進している。
「中国広東省大学生招聘プログラム」を開催。中国広東省の大学生に、日本の社会や企業活動の様々な取り組みについて知見を深めてもらうプログラムであり、参加した学生はその成果を中国のＳＮＳ「微信（ＷｅＣｈａｔ）」を通じて情報発信している。
③米国各州との対話
「ビジネススピーカーシリーズ(Business Speaker Series)」の実施。全米日米協会連合会（ＮＡＪＡＳ）との共催で、わが国企業幹部が、事業戦略や地域社会への貢献などを説明し意見交換するシンポジウムを米国各地で開催している。
④社会広聴活動
「企業」と「社会」との懸け橋役を担う「社会広聴活動」を、社会の声を代弁していただく「社会広聴会員」を中心に実施。会員数は全国の学生・主婦・就業者等の約3000名。社会が企業をどのように見ているのか調査する「生活者の "企業観"」などに関するアンケート調査や、会員と企業との意見交換会・施設見学会、社会保障、観光、地方創生などをテーマとした経済・社会問題に関する講演会やシンポジウムを開催している。
⑤情報発信
「KKC International Platform」において日本と国際社会の発展、変化、課題についての議論を発信している。
「国際比較統計集」を発行し、世界のビジネス環境を理解するための最新の国際データを提供している。

### （３）広報支援【国内・国際広報活動】
①企業・業界団体活動等の紹介
広報専門誌「月刊 経済広報」を発行し、企業・団体のトップや広報関係者の広報活動、マスコミ、広報専門家による企業広報の基礎、マスコミ対応、インターナルコミュニケーション、危機管理などの先進事例やアドバイスなどを掲載している。
②専門家によるセミナー
企業広報入門講座のオンデマンド配信、広報幹部向けメディアトレーニング(謝罪会見等)の開催、広報実務担当者の情報交換会の主催などを行っている。